# Чачанска лепотица
Чачанска лепотица је назив за сорту шљиве која је добијена у Центру за воћарство и виноградарство у Чачку, 1961. године, а призната је 1975. У истом центру створено је више сорти толерантних на болест шарку, као што су „чачанска рана“, „чачанска најбоља“ и „ваљевка“, које се успешно гаје не само у Србији, већ и у другим европским земљама.
Сазрева крајем јула или почетком августа, када доноси округласте плодове масе 30 до 40 грама. Калеми се на џанарици и тада је слабо до средње бујна сорта, али даје квалитетне плодове од којих се може добити и квалитетна ракија. Због тога постиже и добру цену на тржишту. Предности су јој, осим што добро подноси транспорт и то што рађа редовно и обилно у свим условима, а и отпорна је на пламењачу и рђу, као и на поменуту шарку. У нормалним условима не пати од монилије.